# Nove lune e mezza
Nove lune e mezza è un film del 2017 diretto da Michela Andreozzi.

## Trama
Livia, violoncellista, e Tina, vigile urbano, sono due sorelle che convivono con i rispettivi fidanzati Fabio, osteopata, e Gianni, anch'egli vigile urbano. Sotto consiglio del loro ginecologo Nicola, Livia, perfettamente in grado di avere figli ma assolutamente contraria alla maternità (tanto da chiedere insistentemente la chiusura delle tube), decide di fungere da madre surrogata per conto di Tina, che invece non riesce ad averne. Così per tutto il tempo della gestazione, la prima dovrà nascondere il pancione mentre la seconda dovrà simulare la gravidanza. Entrambe le donne si ritrovano quindi a vivere una serie di situazioni assurde che coinvolgeranno anche gli altri membri della famiglia.